# Варення-п'ятихвилинка
Варе́ння-п'ятихвили́нка — різновид варення з умовним часом варіння 5 хвилин. На відміну від джему форма ягід зберігається, вони не розварюються.
Варення-п'ятихвилинку можна готувати з різних ягід: малини, абрикосів, вишні, яблук, полуниці, смородини, брусниці, сливи, чорниці тощо.
Таке варення зберігає більше вітамінів ніж звичайне; 70% вітамінів збережуться, не розварюються плоди, потрібно менше цукру, є корисним для здорового харчування.
На відміну від варення без варіння, що зберігає всі вітаміни, але зберігається не більше року, п'ятихвилинка зберігається до трьох років.